# 白於郊
白 於郊（　）は、中国山西省で生まれ、幼少期から伝統的な中国画を学び、中国美術学院の岩彩画大家、王雄飛教授に師事した画家。
2024年現在、白於郊は水墨画、岩彩画、壁画などの研究と制作に15年以上携わっており、豊富な創作経験と古画の修復技術を持っている。
白於郊は特に動物、仏菩薩の造像、および神獣などを描くのが得意である。現在、主に岩彩画と水墨画の結合に関する革新と研究、および神話体系絵画作品の探索と創作を行っている。

## 来歴
現職：山西少白岩彩株式会社・代表取締役
「白神録」幻世界神話シリーズ ・ 創作者
東洋伝統絵画の普及伝承者
中国美術学院・岩彩画研究員
南京長芦崇福禅寺・終身芸術顧問
日美展・水墨画部作家
主要な経歴：
- 2006-2009年　山西省浄土祖庭玄中寺の大型壁画制作に参加した。主な作品は『地蔵変』、『浄土変』。
- 2010年   杭州霊順寺「文殊普賢」の大型壁画制作に参加した。新疆ウイグル自治区のクゼール、甘粛省敦煌に招かれ、伝統的な古壁画の模写を研究した。同年発表した「浅談岩彩」は専門美術誌に収録されている。
- 2011年　敦煌シリーズ模写作品は中国美院岩彩画研究所（杭州）に所蔵されている。
- 2011年　岩彩画作品「縁」が東方華彩2011中国岩彩画展及び中国岩彩画20年発展フォーラムの受賞に選ばれ、「中国美術報」にも発表された。
- 2012-2014年　南京長芦崇福禅寺のために大型岩彩壁画を創作した。主な作品は『文殊普賢』、『地蔵弥勒』など。
- 2015年　南京長芦崇福禅寺の終身芸術顧問、特別招聘専任絵師に任命された。同年に同寺に16枚の岩彩羅漢図を描いた。
- 2016年　伝統的な日本画の技法を絵画創作にもっと活用することを目的として、日本を訪れて遊学した。同年の代表作は『四象』、『歓喜仏』。
- 2022年　「山海経」シリーズの異獣岩彩画シリーズの創作を開始した。同年に埼玉県越生町で大型壁画「ファンタジー天地」（22メートル*2メートル）を完成させた。内には珍獣400匹余りがいる。
- 2023年　岩彩画作品「森の瞳」が旺玄会第89回展に入選し、5月～8月に東京都国立美術館、名古屋美術館を巡回した。水墨画作品「夢」は第6回日米展準大賞及びU-can特別協賞を受賞した。
- 2023年　水墨画作品が同展国際文化賞を受賞し、8月に東京・六本木国立新美術館に展示された。8月、岩彩画作品「森の瞳」と「山海経幻獣」が埼玉県立近代美術館に展示された。
- 2024年5月、「森の守り」が日本第98回国展に入選し、東京六本木国立新美術館に展示された。「森の歩み」が第90回旺玄会に入選し、東京都美術館、名古屋美術館で巡回し、展示された。